# Iris pallida
Iris pallida is een plantensoort uit de lissenfamilie (Iridaceae). Het is een vaste plant die tot 1 meter hoog kan worden.
De soort komt voor van Noord-Italië tot in de noordwestelijke Balkan. Hij groeit daar in rotsachtige plaatsen op kalkstenen heuvels en aan de zijkanten van kloven.
De wortel heeft een naar viooltjes ruikende geur en kan worden gedroogd en tot poeder worden vermalen, wat gebruikt wordt als aroma in voedsel. Verder wordt het ook gebruikt in de parfumerie en in potpourris. De wortel heeft enkele jaren nodig hebben om te drogen, dit om de volle geur te ontwikkelen. Uit deze gedroogde wortels wordt 'irisolie' gewonnen, een etherische olie die wordt gebruikt als smaakstof in frisdrank, snoep en kauwgom. Het sap van de verse wortel heeft een sterk zuiverende werking wordt gebruikt bij de behandeling van waterzucht. Verder wordt uit de wortel een zwarte kleurstof verkregen en uit de bloemen een blauwe kleurstof.
... · 
I. ensata (Japanse iris) · 
I. germanica (Blauwe lis) · 
I. latifolia · 
I. lutescens · 
I. pseudacorus (Gele lis) · 
I. pumila · 
I. reticulata · 
...